# Cariblatta binodosa
Cariblatta binodosa är en kackerlacksart som beskrevs av Rocha e Silva 1973. Cariblatta binodosa ingår i släktet Cariblatta och familjen småkackerlackor. Inga underarter finns listade.